# I liga brazylijska w piłce nożnej (1996)
Brazylia 1996
Mistrzem Brazylii został klub Grêmio Porto Alegre, natomiast wicemistrzem Brazylii - klub Portuguesa.
Do Copa Libertadores w roku 1997 zakwalifikowały się następujące kluby:
- Grêmio Porto Alegre (mistrz Brazylii)
- Cruzeiro EC (zwycięzca Copa do Brasil)

Do Copa CONMEBOL w roku 1997 zakwalifikowały się następujące kluby:
- Atlético Mineiro
- EC Vitória
- Rio Branco

Nikt nie spadł do drugiej ligi (Campeonato Brasileiro Série B)
Do pierwszej ligi awansowały dwa najlepsze kluby drugiej ligi:
- União São João EC (mistrz drugiej ligi)
- América Natal (wicemistrz drugiej ligi)

Pierwsza liga zwiększona została z 24 do 26 klubów.

## Campeonato Brasileiro Série A - sezon 1996

### Kolejka 1
| Data                | Mecz                                        |
| ------------------- | ------------------------------------------- |
| ??.?? 1996          | EC Bahia - SE Palmeiras 0:0                 |
| ??.?? 1996          | Fluminense FC - CA Bragantino 1:0           |
| ??.?? 1996          | Atlético Mineiro - Corinthians Paulista 1:0 |
| ??.?? 1996          | Sport Recife - Paraná Clube 0:1             |
| ??.?? 1996          | Goiás EC - Athletico Paranaense 3:1         |
| ??.?? 1996          | Coritiba FBC - EC Juventude 2:0             |
| ??.?? 1996          | Criciúma - EC Vitória 1:1                   |
| 18 września 1996    | Santos FC - Portuguesa 2:0                  |
| 25 września 1996    | Botafogo FR - Grêmio Porto Alegre 1:0       |
| 26 września 1996    | Guarani FC - Cruzeiro EC 1:0                |
| 2 października 1996 | SC Internacional - CR Vasco da Gama 4:1     |
| 2 października 1996 | São Paulo - CR Flamengo 4:1                 |

### Kolejka 2
| Data                | Mecz                                   |
| ------------------- | -------------------------------------- |
| ??.?? 1996          | CR Vasco da Gama - Sport Recife 1:2    |
| ??.?? 1996          | SE Palmeiras - SC Internacional 0:0    |
| ??.?? 1996          | EC Juventude - EC Bahia 1:0            |
| ??.?? 1996          | EC Vitória - Coritiba FBC 1:0          |
| ??.?? 1996          | Paraná Clube - Goiás EC 0:0            |
| ??.?? 1996          | Corinthians Paulista - Criciúma 0:0    |
| ??.?? 1996          | São Paulo - Portuguesa 2:1             |
| ??.?? 1996          | CR Flamengo - Atlético Mineiro 2:1     |
| 11 września 1996    | Cruzeiro EC - Fluminense FC 2:0        |
| 18 września 1996    | CA Bragantino - Guarani FC 0:0         |
| 2 października 1996 | Athletico Paranaense - Botafogo FR 1:0 |
| 12 listopada 1996   | Grêmio Porto Alegre - Santos FC 3:0    |

### Kolejka 3
| Mecze 17-18 sierpnia                     |
| ---------------------------------------- |
| Guarani FC - Santos FC 1:1               |
| EC Vitória - CR Flamengo 0:1             |
| SE Palmeiras - Coritiba FBC 5:0          |
| Fluminense FC - Botafogo FR 1:1          |
| Goiás EC - CR Vasco da Gama 1:2          |
| Corinthians Paulista - Portuguesa 0:2    |
| São Paulo - EC Bahia 5:2                 |
| Athletico Paranaense - CA Bragantino 3:1 |
| Atlético Mineiro - Paraná Clube 3:1      |
| SC Internacional - Cruzeiro EC 0:0       |
| Criciúma - Grêmio Porto Alegre 1:3       |
| EC Juventude - Sport Recife 1:1          |

### Kolejka 4
| Mecze 20, 21 i 22 sierpnia              |
| --------------------------------------- |
| CR Flamengo - EC Juventude 0:1          |
| Portuguesa - Paraná Clube 2:0           |
| Corinthians Paulista - Guarani FC 1:0   |
| Grêmio Porto Alegre - CA Bragantino 6:1 |
| EC Bahia - Athletico Paranaense 2:0     |
| Coritiba FBC - Atlético Mineiro 1:0     |
| Cruzeiro EC - EC Vitória 2:1            |
| Goiás EC - Sport Recife 3:1             |
| SE Palmeiras - CR Vasco da Gama 3:1     |
| Botafogo FR - São Paulo 1:1             |
| Santos FC - Fluminense FC 1:0           |
| SC Internacional - Criciúma 3:1         |

### Kolejka 5
| Mecze 24, 25 i 27 sierpnia                      |
| ----------------------------------------------- |
| Goiás EC - SE Palmeiras 0:0                     |
| CA Bragantino - CR Vasco da Gama 1:2            |
| Cruzeiro EC - CR Flamengo 2:1                   |
| Criciúma - Fluminense FC 4:1                    |
| EC Bahia - Botafogo FR 1:2                      |
| Athletico Paranaense - Corinthians Paulista 0:1 |
| São Paulo - Santos FC 2:1                       |
| Portuguesa - Atlético Mineiro 3:1               |
| Paraná Clube - Guarani FC 3:0                   |
| Sport Recife - Coritiba FBC 3:0                 |
| Grêmio Porto Alegre - EC Vitória 2:2            |
| EC Juventude - SC Internacional 2:1             |

### Kolejka 6
| Mecze 28-29 sierpnia                           |
| ---------------------------------------------- |
| CR Flamengo - Guarani FC 0:1                   |
| SE Palmeiras - Paraná Clube 4:1                |
| Fluminense FC - São Paulo 1:1                  |
| CR Vasco da Gama - Portuguesa 2:1              |
| Athletico Paranaense - Cruzeiro EC 0:0         |
| Coritiba FBC - EC Bahia 4:1                    |
| Corinthians Paulista - Grêmio Porto Alegre 2:2 |
| Atlético Mineiro - SC Internacional 2:0        |
| Botafogo FR - Santos FC 0:2                    |

| Data                 | Mecz                             |
| -------------------- | -------------------------------- |
| 26 września 1996     | EC Vitória - Goiás EC 2:1        |
| 16 października 1996 | EC Juventude - Criciúma 2:3      |
| 25 października 1996 | CA Bragantino - Sport Recife 3:1 |

### Kolejka 7
| Mecze 30 i 31 sierpnia oraz 1 września 1996 |
| ------------------------------------------- |
| Guarani FC - Fluminense FC 3:1              |
| Paraná Clube - Corinthians Paulista 0:1     |
| São Paulo - Goiás EC 1:0                    |
| CR Flamengo - Athletico Paranaense 1:0      |
| Sport Recife - Criciúma 1:0                 |
| CR Vasco da Gama - Grêmio Porto Alegre 1:1  |
| EC Vitória - Atlético Mineiro 2:1           |
| Botafogo FR - SE Palmeiras 0:0              |
| Coritiba FBC - Santos FC 1:3                |
| Portuguesa - CA Bragantino 2:0              |
| Cruzeiro EC - EC Juventude 2:1              |
| SC Internacional - EC Bahia 1:1             |

### Kolejka 8
| Mecze 4-5 września 1996                        |
| ---------------------------------------------- |
| Atlético Mineiro - Goiás EC 2:1                |
| Athletico Paranaense - Grêmio Porto Alegre 3:1 |
| EC Bahia - Criciúma 2:1                        |
| Botafogo FR - Coritiba FBC 4:1                 |
| CA Bragantino - CR Flamengo 0:1                |
| SC Internacional - Sport Recife 3:0            |
| Portuguesa - EC Vitória 2:2                    |
| Santos FC - EC Juventude 1:1                   |
| São Paulo - Guarani FC 0:1                     |
| Paraná Clube - CR Vasco da Gama 1:2            |
| Corinthians Paulista - Cruzeiro EC 2:1         |
| Fluminense FC - SE Palmeiras 1:5               |

### Kolejka 9
| Mecze 7-8 września 1996                     |
| ------------------------------------------- |
| Sport Recife - Botafogo FR 3:0              |
| Coritiba FBC - São Paulo 1:1                |
| Santos FC - SE Palmeiras 1:2                |
| EC Juventude - Guarani FC 0:1               |
| CR Flamengo - Corinthians Paulista 1:1      |
| Athletico Paranaense - CR Vasco da Gama 2:1 |
| Fluminense FC - SC Internacional 2:1        |
| EC Vitória - Paraná Clube 4:0               |
| Criciúma - CA Bragantino 0:0                |
| Goiás EC - EC Bahia 0:0                     |
| Cruzeiro EC - Portuguesa 4:1                |
| Grêmio Porto Alegre - Atlético Mineiro 5:0  |

### Kolejka 10
| Mecze 14-15 września 1996                |
| ---------------------------------------- |
| Sport Recife - Fluminense FC 6:0         |
| CA Bragantino - Corinthians Paulista 2:3 |
| EC Bahia - Cruzeiro EC 1:2               |
| SC Internacional - São Paulo 1:0         |
| Portuguesa - Athletico Paranaense 2:0    |
| Guarani FC - Coritiba FBC 2:0            |
| Paraná Clube - Grêmio Porto Alegre 0:0   |
| Atlético Mineiro - Criciúma 3:0          |
| SE Palmeiras - EC Juventude 4:2          |
| Goiás EC - Santos FC 2:0                 |
| CR Vasco da Gama - EC Vitória 4:1        |
| Botafogo FR - CR Flamengo 0:2            |

### Kolejka 11
| Mecze 21-22 września 1996                  |
| ------------------------------------------ |
| São Paulo - CR Vasco da Gama 1:1           |
| Santos FC - Atlético Mineiro 0:1           |
| CR Flamengo - Portuguesa 0:0               |
| Fluminense FC - Goiás EC 1:0               |
| Corinthians Paulista - Botafogo FR 0:1     |
| CA Bragantino - EC Vitória 0:1             |
| Guarani FC - Criciúma 3:2                  |
| EC Juventude - Paraná Clube 2:0            |
| Athletico Paranaense - Coritiba FBC 1:0    |
| SC Internacional - Grêmio Porto Alegre 1:2 |
| EC Bahia - Sport Recife 0:0                |
| Cruzeiro EC - SE Palmeiras 0:0             |

### Kolejka 12
| Mecze 28-29 września 1996                   |
| ------------------------------------------- |
| Atlético Mineiro - EC Bahia 4:1             |
| Botafogo FR - CA Bragantino 5:0             |
| Coritiba FBC - Fluminense FC 3:1            |
| Criciúma - Cruzeiro EC 1:2                  |
| Goiás EC - CR Flamengo 1:3                  |
| Grêmio Porto Alegre - Portuguesa 1:0        |
| SE Palmeiras - São Paulo 2:1                |
| Paraná Clube - Athletico Paranaense 1:4     |
| Santos FC - SC Internacional 1:2            |
| Sport Recife - Guarani FC 1:0               |
| CR Vasco da Gama - Corinthians Paulista 0:0 |
| EC Vitória - EC Juventude 0:5               |

### Kolejka 13
| Mecze 5-6 października 1996           |
| ------------------------------------- |
| Athletico Paranaense - EC Vitória 3:0 |
| EC Bahia - Santos FC 1:1              |
| CA Bragantino - Paraná Clube 1:0      |
| Criciúma - Coritiba FBC 0:0           |
| Cruzeiro EC - Grêmio Porto Alegre 2:1 |
| Fluminense FC - Atlético Mineiro 2:2  |
| Guarani FC - Goiás EC 3:1             |
| SC Internacional - Botafogo FR 1:1    |
| Portuguesa - EC Juventude 1:3         |
| Sport Recife - São Paulo 2:1          |
| CR Vasco da Gama - CR Flamengo 4:1    |

| Data                 | Mecz                                    |
| -------------------- | --------------------------------------- |
| 23 października 1996 | SE Palmeiras - Corinthians Paulista 2:2 |

### Kolejka 14
| Mecze 9-10 października 1996          |
| ------------------------------------- |
| Grêmio Porto Alegre - CR Flamengo 3:1 |
| EC Juventude - CR Vasco da Gama 2:1   |
| SE Palmeiras - CA Bragantino 2:1      |
| São Paulo - Athletico Paranaense 3:3  |
| Goiás EC - Portuguesa 2:0             |
| Santos FC - Sport Recife 1:2          |
| Paraná Clube - Cruzeiro EC 2:0        |
| Fluminense FC - EC Bahia 1:1          |
| Botafogo FR - Criciúma 1:0            |
| Atlético Mineiro - Guarani FC 1:0     |
| Coritiba FBC - SC Internacional 0:1   |
| EC Vitória - Corinthians Paulista 2:0 |

### Kolejka 15
| Mecze 12-13 października 1996            |
| ---------------------------------------- |
| Atlético Mineiro - São Paulo 2:1         |
| Athletico Paranaense - SE Palmeiras 2:0  |
| CA Bragantino - Coritiba FBC 3:1         |
| Corinthians Paulista - Fluminense FC 3:1 |
| Criciúma - Santos FC 1:1                 |
| CR Flamengo - Paraná Clube 1:4           |
| Goiás EC - SC Internacional 6:3          |
| Grêmio Porto Alegre - EC Juventude 1:0   |
| Guarani FC - Botafogo FR 2:0             |
| Portuguesa - Sport Recife 0:0            |
| CR Vasco da Gama - Cruzeiro EC 0:1       |
| EC Vitória - EC Bahia 1:1                |

### Kolejka 16
| Mecze 19-20 października 1996           |
| --------------------------------------- |
| Santos FC - CR Flamengo 1:2             |
| Fluminense FC - CR Vasco da Gama 3:2    |
| Botafogo FR - Goiás EC 2:3              |
| SE Palmeiras - EC Vitória 4:2           |
| Criciúma - Portuguesa 2:3               |
| Cruzeiro EC - CA Bragantino 4:0         |
| SC Internacional - Guarani FC 0:0       |
| Coritiba FBC - Paraná Clube 1:0         |
| EC Juventude - Athletico Paranaense 0:2 |
| Sport Recife - Atlético Mineiro 0:0     |
| EC Bahia - Grêmio Porto Alegre 1:2      |
| São Paulo - Corinthians Paulista 0:0    |

### Kolejka 17
| Mecze 26-27 października 1996           |
| --------------------------------------- |
| EC Vitória - São Paulo 2:0              |
| Portuguesa - Fluminense FC 2:0          |
| CR Vasco da Gama - Coritiba FBC 2:3     |
| Corinthians Paulista - Santos FC 0:0    |
| CA Bragantino - EC Juventude 3:1        |
| Guarani FC - EC Bahia 1:0               |
| Paraná Clube - Criciúma 2:0             |
| Athletico Paranaense - Sport Recife 6:2 |
| Atlético Mineiro - Botafogo FR 4:3      |
| Goiás EC - Cruzeiro EC 1:0              |
| CR Flamengo - SC Internacional 1:2      |
| Grêmio Porto Alegre - SE Palmeiras 1:1  |

### Kolejka 18
| Mecze 2-3 listopada 1996                    |
| ------------------------------------------- |
| EC Juventude - Corinthians Paulista 0:2     |
| São Paulo - Criciúma 5:3                    |
| SE Palmeiras - CR Flamengo 1:0              |
| Fluminense FC - Paraná Clube 0:2            |
| Sport Recife - EC Vitória 3:2               |
| SC Internacional - Athletico Paranaense 0:2 |
| EC Bahia - Portuguesa 1:3                   |
| Santos FC - CA Bragantino 2:2               |
| Guarani FC - Grêmio Porto Alegre 0:2        |
| Botafogo FR - CR Vasco da Gama 1:2          |
| Cruzeiro EC - Atlético Mineiro 2:1          |
| Coritiba FBC - Goiás EC 0:1                 |

### Kolejka 19
| Mecze 6-7 listopada 1996                |
| --------------------------------------- |
| CR Flamengo - Sport Recife 2:1          |
| Grêmio Porto Alegre - Fluminense FC 4:2 |
| Paraná Clube - Botafogo FR 1:1          |
| Portuguesa - SE Palmeiras 1:0           |
| EC Juventude - São Paulo 2:2            |
| CA Bragantino - Atlético Mineiro 2:2    |
| Criciúma - Goiás EC 3:0                 |
| Athletico Paranaense - Guarani FC 0:0   |
| CR Vasco da Gama - Santos FC 1:2        |

| Data                 | Mecz                                |
| -------------------- | ----------------------------------- |
| 30 października 1996 | EC Vitória - SC Internacional 2:1   |
| 14 listopada 1996    | Cruzeiro EC - Coritiba FBC 0:0      |
| 13 listopada 1996    | Corinthians Paulista - EC Bahia 0:0 |

### Kolejka 20
| Mecze 9-10 listopada 1996 |
| --- |
| Coritiba FBC - CR Flamengo 0:0 |
| Criciúma - SE Palmeiras 2:1 |
| São Paulo - Grêmio Porto Alegre 2:1 |
| Botafogo FR - Cruzeiro EC 0:0 |
| Atlético Mineiro - CR Vasco da Gama 5:1 |
| Sport Recife - Corinthians Paulista 0:0 |
| Fluminense FC - Athletico Paranaense 2:3 ze względu na zamieszki, do których doszło po zakończeniu meczu, Fluminense został ukarany i następne 5 meczów domowych musiał rozegrać na obcych stadionach |
| Guarani FC - Portuguesa 0:1 |
| Santos FC - EC Vitória 1:0 |
| EC Bahia - CA Bragantino 4:2 |
| SC Internacional - Paraná Clube 2:1 |
| Goiás EC - EC Juventude 4:1 |

### Kolejka 21
| Mecze 16-17 listopada 1996             |
| -------------------------------------- |
| EC Juventude - Botafogo FR 3:5         |
| CA Bragantino - São Paulo 3:4          |
| Corinthians Paulista - Goiás EC 1:1    |
| CR Flamengo - Fluminense FC 3:1        |
| CR Vasco da Gama - Criciúma 4:2        |
| SE Palmeiras - Atlético Mineiro 2:0    |
| Portuguesa - SC Internacional 1:2      |
| Santos FC - Athletico Paranaense 3:2   |
| EC Vitória - Guarani FC 0:1            |
| Paraná Clube - EC Bahia 2:1            |
| Grêmio Porto Alegre - Coritiba FBC 0:2 |
| Cruzeiro EC - Sport Recife 3:1         |

### Kolejka 22
| Data              | Mecz                                        |
| ----------------- | ------------------------------------------- |
| 20 listopada 1996 | Criciúma - CR Flamengo 2:0                  |
| 20 listopada 1996 | Fluminense FC - EC Juventude 1:0            |
| 20 listopada 1996 | Botafogo FR - EC Vitória 3:3                |
| 20 listopada 1996 | EC Bahia - CR Vasco da Gama 3:2             |
| 20 listopada 1996 | Guarani FC - SE Palmeiras 1:0               |
| 20 listopada 1996 | SC Internacional - Corinthians Paulista 2:0 |
| 20 listopada 1996 | São Paulo - Cruzeiro EC 1:0                 |
| 20 listopada 1996 | Coritiba FBC - Portuguesa 4:0               |
| 20 listopada 1996 | Santos FC - Paraná Clube 0:3                |
| 20 listopada 1996 | Goiás EC - CA Bragantino 3:0                |
| 20 listopada 1996 | Atlético Mineiro - Athletico Paranaense 3:2 |
| 20 listopada 1996 | Sport Recife - Grêmio Porto Alegre 1:0      |

### Kolejka 23
| Data              | Mecz                                    |
| ----------------- | --------------------------------------- |
| 24 listopada 1996 | CR Flamengo - EC Bahia 0:1              |
| 24 listopada 1996 | EC Vitória - Fluminense FC 1:3          |
| 24 listopada 1996 | Portuguesa - Botafogo FR 4:1            |
| 24 listopada 1996 | CR Vasco da Gama - Guarani FC 0:2       |
| 24 listopada 1996 | SE Palmeiras - Sport Recife 4:1         |
| 24 listopada 1996 | Corinthians Paulista - Coritiba FBC 1:1 |
| 24 listopada 1996 | Paraná Clube - São Paulo 1:1            |
| 24 listopada 1996 | Cruzeiro EC - Santos FC 2:1             |
| 24 listopada 1996 | CA Bragantino - SC Internacional 1:0    |
| 24 listopada 1996 | Athletico Paranaense - Criciúma 1:2     |
| 24 listopada 1996 | EC Juventude - Atlético Mineiro 1:0     |
| 24 listopada 1996 | Grêmio Porto Alegre - Goiás EC 1:3      |

### Tabela końcowa fazy ligowej sezonu 1996
| Poz | Klub                 | Mecze | Zw | Rem | Por | Pkt | BrZd | BrStr |
| --- | -------------------- | ----- | -- | --- | --- | --- | ---- | ----- |
| 1   | Cruzeiro EC          | 23    | 13 | 5   | 5   | 44  | 31   | 17    |
| 2   | Guarani FC           | 23    | 13 | 4   | 6   | 43  | 23   | 14    |
| 3   | SE Palmeiras         | 23    | 12 | 7   | 4   | 43  | 42   | 20    |
| 4   | Athletico Paranaense | 23    | 12 | 3   | 8   | 39  | 41   | 28    |
| 5   | Atlético Mineiro     | 23    | 12 | 3   | 8   | 39  | 39   | 32    |
| 6   | Grêmio Porto Alegre  | 23    | 11 | 5   | 7   | 38  | 42   | 27    |
| 7   | Goiás EC             | 23    | 11 | 4   | 8   | 37  | 37   | 27    |
| 8   | Portuguesa           | 23    | 11 | 3   | 9   | 36  | 32   | 29    |
| 9   | SC Internacional     | 23    | 10 | 5   | 8   | 35  | 31   | 27    |
| 10  | Sport Recife         | 23    | 10 | 5   | 8   | 35  | 32   | 31    |
| 11  | São Paulo            | 23    | 9  | 8   | 6   | 35  | 39   | 32    |
| 12  | Corinthians Paulista | 23    | 7  | 11  | 5   | 32  | 20   | 19    |
| 13  | CR Flamengo          | 23    | 9  | 3   | 11  | 30  | 24   | 31    |
| 14  | Coritiba FBC         | 23    | 9  | 3   | 11  | 29  | 25   | 30    |
| 15  | EC Vitória           | 23    | 8  | 5   | 10  | 29  | 32   | 39    |
| 16  | Paraná Clube         | 23    | 8  | 4   | 11  | 28  | 26   | 30    |
| 17  | Botafogo FR          | 23    | 7  | 7   | 9   | 28  | 33   | 35    |
| 18  | CR Vasco da Gama     | 23    | 8  | 3   | 12  | 27  | 37   | 43    |
| 19  | EC Juventude         | 23    | 8  | 3   | 12  | 27  | 31   | 37    |
| 20  | Santos FC            | 23    | 7  | 6   | 10  | 27  | 26   | 31    |
| 21  | Criciúma             | 23    | 6  | 5   | 12  | 23  | 31   | 39    |
| 22  | EC Bahia             | 23    | 5  | 8   | 10  | 23  | 25   | 35    |
| 23  | Fluminense FC        | 23    | 6  | 4   | 13  | 22  | 26   | 50    |
| 24  | CA Bragantino        | 23    | 5  | 4   | 14  | 19  | 26   | 48    |

### Faza finałowa

#### 1/4 finału
Pierwsze mecze rozegrano w dniach 27-28 listopada, a rewanże 30 listopada i 1 grudnia
| Portuguesa - Cruzeiro EC 3:0 i 0:1                |
| Goiás EC - Guarani FC 3:1 i 0:1                   |
| Grêmio Porto Alegre - SE Palmeiras 3:1 i 0:1      |
| Atlético Mineiro - Athletico Paranaense 3:1 i 0:1 |

#### 1/2 finału
Pierwsze mecze rozegrano 5 grudnia, a rewanże - 8 grudnia
| Portuguesa - Atlético Mineiro 1:0 i 2:2  |
| Goiás EC - Grêmio Porto Alegre 1:3 i 2:2 |

#### Finał
| Portuguesa - Grêmio Porto Alegre 2:0 i 0:2 |
| 11 grudnia 1996 São Paulo Estádio do Morumbi (29 355) Portuguesa - Grêmio Porto Alegre 2:0 (1:0) Sędzia: Sidrack Marinho dos Santos Bramki: 1:0 Gallo 38, 2:0 Rodrigo Fabri 60 Czerwone kartki: - / Marco Antônio 36 Associação Portuguesa de Desportos (trener Candinho): Clemer - Valmir, Émerson, Marcelo, Roque, Capitão, Gallo, Zé Roberto, Caio, Rodrigo Fabri (Tico), Alex Alves (Flávio) Grêmio Foot-Ball Porto Alegrense (trener Luiz Felipe Scolari): Danrlei - Marco Antônio, Adílson, Rivarola, Roger, Dinho (Mauro Galvão), Luiz Carlos Goiano, Émerson (João Antônio), Carlos Miguel (Aílton), Paulo Nunes, Zé Alcino |
| 15 grudnia 1996 Porto Alegre Estádio Olímpico Monumental (42 587) Grêmio Porto Alegre - Portuguesa 2:0 (1:0) Sędzia: Rezende de Freitas Bramki: 1:0 Paulo Nunes 3, 2:0 Aílton 84 Grêmio Foot-Ball Porto Alegrense (trener Luiz Felipe Scolari): Danrlei - Arce, Rivarola (Luciano), Mauro Galvão, Roger, Dinho (Aílton), Luiz Carlos Goiano, Émerson (Zé Afonso), Carlos Miguel, Paulo Nunes, Zé Alcino Associação Portuguesa de Desportos (trener Candinho): Clemer - Valmir, Émerson, César, Carlos Roberto (Flávio), Capitão, Gallo, Caio, Zé Roberto, Alex Alves, Rodrigo Fabri (Tico)                                          |

Dzięki lepszemu dorobkowi punktowemu uzyskanemu w sezonie mistrzem Brazylii w 1996 roku został klub Grêmio Porto Alegre, natomiast klub Portuguesa został wicemistrzem Brazylii.

## Końcowa klasyfikacja sezonu 1996
| Poz | Klub                 | Mecze | Zw | Rem | Por | Pkt | BrZd | BrStr |
| --- | -------------------- | ----- | -- | --- | --- | --- | ---- | ----- |
| 1   | Grêmio Porto Alegre  | 29    | 14 | 6   | 9   | 48  | 52   | 34    |
| 2   | Portuguesa           | 29    | 14 | 4   | 11  | 46  | 40   | 34    |
| 3   | Atlético Mineiro     | 27    | 13 | 4   | 10  | 43  | 44   | 37    |
| 4   | Goiás EC             | 27    | 12 | 5   | 10  | 41  | 43   | 34    |
| 5   | Cruzeiro EC          | 25    | 14 | 5   | 6   | 47  | 32   | 20    |
| 6   | Guarani FC           | 25    | 14 | 4   | 7   | 46  | 25   | 17    |
| 7   | SE Palmeiras         | 25    | 13 | 7   | 5   | 46  | 44   | 23    |
| 8   | Athletico Paranaense | 25    | 13 | 3   | 9   | 42  | 43   | 31    |
| 9   | SC Internacional     | 23    | 10 | 5   | 8   | 35  | 31   | 27    |
| 10  | Sport Recife         | 23    | 10 | 5   | 8   | 35  | 32   | 31    |
| 11  | São Paulo            | 23    | 9  | 8   | 6   | 35  | 39   | 32    |
| 12  | Corinthians Paulista | 23    | 7  | 11  | 5   | 32  | 20   | 19    |
| 13  | CR Flamengo          | 23    | 9  | 3   | 11  | 30  | 24   | 31    |
| 14  | Coritiba FBC         | 23    | 8  | 5   | 10  | 29  | 25   | 30    |
| 15  | EC Vitória           | 23    | 8  | 5   | 10  | 29  | 32   | 39    |
| 16  | Paraná Clube         | 23    | 8  | 4   | 11  | 28  | 26   | 30    |
| 17  | Botafogo FR          | 23    | 7  | 7   | 9   | 28  | 33   | 35    |
| 18  | CR Vasco da Gama     | 23    | 8  | 3   | 12  | 27  | 37   | 43    |
| 19  | EC Juventude         | 23    | 8  | 3   | 12  | 27  | 31   | 37    |
| 20  | Santos FC            | 23    | 7  | 6   | 10  | 27  | 26   | 31    |
| 21  | Criciúma             | 23    | 6  | 5   | 12  | 23  | 31   | 39    |
| 22  | EC Bahia             | 23    | 5  | 8   | 10  | 23  | 25   | 35    |
| 23  | Fluminense FC        | 23    | 6  | 4   | 13  | 22  | 26   | 50    |
| 24  | CA Bragantino        | 23    | 5  | 4   | 14  | 19  | 26   | 48    |

- W Copa CONMEBOL 1997 wziął także udział jeden klub spoza pierwszej ligi - Rio Branco